# Парное фигурное катание
Па́рное фигу́рное ката́ние — дисциплина фигурного катания, определяемая ISU как «катание двух человек в унисон, исполняя движения в такой гармонии друг с другом, что создаётся впечатление подлинного парного катания, а не независимого катания двух одиночников».
Как и другие дисциплины фигурного катания, соревнования по парному катанию состоят из двух сегментов — короткой программы и произвольной программы.

## Структура соревнований
По состоянию на сезон 2010/2011, соревнования по парному фигурному катанию проходят по обычной схеме. Сначала квалификация: наиболее слабые (по результатам предыдущих соревнований) участники исполняют произвольную программу, сильные квалифицируются автоматически. После этого 20 пар, прошедших квалификацию, исполняют короткую программу, и 16 лучших по итогам короткой программы исполняют произвольную. Победитель определяется по сумме короткой и произвольной программ.
В большинстве крупных соревнований квалификация не нужна: в парном катании как одном из наиболее сложных и травмоопасных видов фигурного катания не так много участников.

## Элементы парного катания
Три элемента — синхронное вращение, синхронный прыжок и дорожка шагов — не что иное, как синхронное исполнение аналогичных одиночных элементов. Спираль и совместное вращение партнёры выполняют вместе, как единое целое. Элементы «поддержка», «выброс», «подкрутка» и «тодес» вообще не имеют аналогов в одиночном катании.
Все элементы должны быть связаны различными соединительными шагами и другими движениями парного катания, с разнообразными позициями и хватами, при полном использовании поверхности катка.

### Запрещённые
С одной стороны, парное катание — очень травмоопасный вид спорта. Нередки падения с поддержек и выбросов, травмы от конька партнёра. С другой — «трюкачество» нередко использовалось, чтобы скрыть откровенно слабое катание одного из партнёров. Поэтому список запрещённых приёмов широк:
- сальто;
- прыжки навстречу партнёру;
- каскады из 4 и более прыжков;
- поддержки за запрещённые части тела;
- поддержки с поворотом более 3,5 оборотов;
- вращательные движения, когда партнёр вращает партнёршу в воздухе вокруг себя, держа её за руку или за ногу;
- крутящие или вращательные движения, в которых партнёрша переворачивается, и её опорная нога отрывается ото льда;
- вращательные движения с хватом одного из партнёров за ногу, руку или шею другого партнёра;
- раскрутки за руку или ногу, в которых партнёрша теряет контакт со льдом;
- перевороты партнёрши в вертикальной плоскости;
- лежание на льду и длительное и/или стационарное нахождение на льду обоих колен спортсмена одновременно в любом месте программы;
- злоупотребление поддержками, когда партнёрша значительную долю программы проводит на руках у мужчины, а не на коньках;
- использование декораций, посторонних предметов.

За исполнение каждого из запрещенных элементов / движений, включенных в программу, должно последовать снижение 2,0 очка.

### Галерея элементов фигурного катания
- Выброс
- Тодес
- Поддержка
- Подкрутка
- Совместное вращение
- Спираль
- Синхронное вращение
- Синхронный прыжок
- Запрещённая на соревнованиях, но нередко выполняемая в ледовых шоу поддержка «Детройтер»
- Раскрутка партнёрши за ногу

## История
Согласно первым Правилам ISU, утверждённым в 1897 году, проводились соревнования трёх видов пар: мужчина и женщина, двое мужчин и две женщины. В таком виде соревнования проводились на разных уровнях (включая национальные чемпионаты), возможно, вплоть до 1960-х годов, однако чемпионаты мира и Олимпиады проводились только среди смешанных пар.
Первый чемпионат мира по парному катанию в современном виде (мужчина и женщина) был проведён в 1908 году, причём отдельно от других видов фигурного катания. В первые годы наибольших достижений добились немецкая, австрийская, финская и французская школы. Так, пара из Германии Анна Хюблер и Генрих Бургер выигрывали чемпионат мира в 1908—1910 годах и Олимпийские игры 1908 года), Макси Хербер и Эрнст Байер также три года подряд становились чемпионами мира (1936—1939) и выиграли Олимпийские игры в 1936 году. Хелен Энгельманн (Helene Engelmann) вначале с партнёром Карлом Мейстриком, а затем с Альфредом Бергером побеждала на чемпионатах мира 1913, 1922 и 1924 годов, а также выиграла Олимпийские игры 1924 года. Людовика и Вальтер Якобссон побеждали в 1914 и 1923 годах, а также на Олимпийских играх 1920 года. Андре Жоли и Пьер Брюне четыре раза становились чемпионами мира (1926, 1928, 1930 и 1932 годы) и дважды олимпийскими чемпионами (1928 и 1932 годы).
После Второй мировой войны, в отличие от одиночного катания, где воцарились американцы и канадцы, не остановившие развития своих школ, европейские пары составляли достойную конкуренцию. Пара из Бельгии Мишлин Ланнуа и Пьер Бонье (Micheline Lannoy — Pierre Baugniet, 1947—1948), пары из ФРГ Риа и Пауль Фальк (1951—1952), Марика Килиус и Ганс-Юрген Боймлер (1963—1964), из Австрии — Элизабет Шварц и Курт Оппельт (1956) и др. С 1950-х годов больших успехов добилась канадская школа, в 1957—1960 годах побеждали Барбара Вагнер и Роберт Пол и др. Пары медленно усложняли свои программы, в 1948 году канадцы Сюзан Морроу и Уоллес Дистельмайер (Suzanne Morrow — Wallace Diestelmeyer) впервые исполнили современный вариант тодеса в низкой позиции, а в 1950 году Р. и П. Фальк стали первой парой, выполнившей двойные прыжки и поддержку лассо.
В 1957 году победу советская пара Нина Бакушева (Жук) и Станислав Жук, тренируемая Петром Орловым революционно изменила поддержки, многие из которых выполнялись в позиции, когда партнёрша находилась над головой партнёра, в том числе впервые удерживаемая на одной руке. Однако на первых международных соревнованиях (чемпионате Европы 1957 года) судьи эти поддержки сочли «акробатическими» и слишком рискованными, снизив оценки и поставив пару лишь на 6-е место. Однако уже на следующем чемпионате поддержки засчитали и пара стала второй.
В 1962 году на мировую арену вышла одна из самых выдающихся пар за всю историю фигурного катания — Людмила Белоусова и Олег Протопопов. Они выиграли Олимпийские игры 1964 и 1968 годов и четыре чемпионата мира (1965—1968). Всего этого они достигли благодаря исключительной гармоничности программ, тончайшему психологизму (в основном раскрывая образы возлюбленных), идеально воплощая на льду смысл музыки (используя преимущественно классические произведения), внеся новизну во многие элементы (прежде всего в спирали — придумав так называемую «космическую спираль», впервые исполнив тодес на внутреннем ребре и др.), многократно получив оценки 6,0, поведя развитие фигурного катания по пути художественного обогащения программ. С этого времени советская школа вышла в безусловные лидеры мирового парного катания (выиграв с 1964 по 2006 год все двенадцать олимпийских золотых медалей и тридцать два из сорока двух чемпионатов мира с 1965 по 2007 год).
В 1969 году чемпионат Европы сенсационно выиграла пара Ирина Роднина — Алексей Уланов, их тренер Станислав Жук развивал присущий советской школе художественно-атлетический стиль, привнеся в фигурное катание огромную скорость скольжения, ещё более технически усложнив элементы. Роднина — Уланов впервые в мире исполнили параллельный прыжок двойной аксель. С осени 1972 года Роднина выступала с Александром Зайцевым, и рекордно выиграла трижды олимпийские игры (1972 (с Улановым), 1976, 1980) (с Зайцевым) и десять чемпионатов мира (1969—1979, кроме 1978). Пара выполняла тройную подкрутку, поддержки на одной руке до трёх оборотов и др.
С этого времени уровень пар чемпионатов СССР превосходил порой уровень чемпионатов Европы и даже мира. В 1977 году сенсационно дебютировала пара Марина Черкасова — Сергей Шахрай (выиграли чемпионат мира 1980 года) тренера С. А. Жука, исполнив на десятилетия опережающий по сложности набор элементов, включая впервые в фигурном катании элемент в четыре оборота — четверную подкрутку, а также затем впервые подкрутку тройной аксель (1978), попытку тройного прыжка (тулуп, 1978), тодеса с многократными сменами позиций партнерши, спуска партнерши с поддержки через сальто (переворотом), необычных вращений и заходов на элементы.
Наконец, к середине 1980-х годов С. А. Жуку удалось подобрать одну из самых выдающихся пар в истории — Екатерина Гордеева — Сергей Гриньков (выигрывали в 1986—1987, 1989—1990 и Олимпиады в 1988 и 1994 годов), с 1987 года их продолжил тренировать С. Леонович. Шедеврами парного катания стали их произвольные программы на Олимпиадах 1988 и 1994 годов, доведенные до идеала — практически абсолютная синхронность и согласованная техника исполнения всех элементов, особая мягкость и чистота на приземлениях, исключительно сложные поддержки и подкрутки (в том числе четверная в 1987).
С конца 1970-х годов ведущим тренером в советской школе парного катания становится Т. Н. Москвина, помимо традиционной сложности элементов, всегда проявлявшая фантазию в придумывании оригинальных, новых, а порой и уникальных элементов, и особенно связующих («элементов между элементами»), добиваясь исключительной гармоничности программ; этот стиль прослеживался у всех её пар. Первыми чемпионами мира в 1981 году стали её ученики Ирина Воробьёва и Игорь Лисовский, затем успеха добились Елена Валова и Олег Васильев (выигрывали в 1983, 1985, 1988, Олимпиаду в 1984), первыми в мире сделав чисто тройной прыжок (тулуп). Наталья Мишкутёнок и Артур Дмитриев с одной из лучших программ за всю историю «Грёзы любви» на музыку Ф. Листа, в ходе которой полторы минуты исполняли цельную, непрерывную серию разнообразнейших спиралей и тодесов, выиграли чемпионаты мира 1991 и 1992 годов, а также Олимпиаду в Альбервиле. Второй раз Артур Дмитриев стал олимпийским чемпионом с Оксаной Казаковой в 1998 году. Елена Бережная и Антон Сихарулидзе вошли в историю с артистичной программой «Чарли Чаплин» (они побеждали на чемпионатах мира 1998—1999 годов, а также на Олимпийских играх 2002 года).
Продолжил традиции школы своего наставника Олег Васильев, выведший пару Татьяна Тотьмянина — Максим Маринин (выигрывали в 2004—05, Олимпиаду в 2006 году, чемпионаты России в 2003—05).
Представителям остальных стран лишь иногда удавалось несколько потеснить советские (российские) пары. Канадская и американская школы так и не смогли освоить сложные прыжковые элементы, из-за этого всегда уступая. После долгого перерыва канадцам Барбаре Андерхилл — Полу Мартини удалось выиграть «домашний» чемпионат мира 1984 в Оттаве (Канада), не исполняя ни тройного прыжка, ни прыжка двойной аксель, которыми владели все лидеры, в основном за счёт ошибок Е. Валовой и О. Васильева. В 1993 году выиграли Изабель Брассёр — Ллойд Айслер (Isabelle Brasseur — Lloyd Eisler), также без тройного прыжка, но за счёт силовых поддержек (Айслер вошёл в историю как «домкрат», впервые поднимавший партнёршу на одной руке в поддержку). Наконец, пара Жами Сале — Давид Пеллетье вновь выиграли «домашний» чемпионат в Ванкувере (Канада) 2001 — партнерша допустила ошибку, исполнив вместо двойного акселя лишь одинарный, однако несколько судей не заметили этого и не снизили оценки, поставив пару на первое место. Пара по результатам судейских оценок проиграла и Олимпийские игры 2002 года, однако в результате громкого скандала, развернутого в американской и канадской прессе, давления на ИСУ, произошёл беспрецедентный случай: французский арбитр Мари-Рен Ле Гунь была обвинена в предвзятом судействе (обвинение доказано не было), и канадской паре вручили вторую золотую медаль на повторном награждении, что дискредитировало не только ИСУ, но и подорвало интерес к фигурному катанию в целом.
С конца 1990-х небывалое развитие получило парное катание в КНР. Заложенная стараниями советских специалистов, в частности Игоря Ксенофонтова, китайская школа, продолжая традиции советской школы, добилась значительных успехов и стала одной из самых сильных в мире. Китайские пары Шэнь Сюэ — Чжао Хунбо и Пан Цин — Тун Цзянь на Олимпийских играх в Ванкувере в 2010 году выиграли золото и серебро, прервав длящуюся 46 лет серию олимпийских побед фигуристов СССР и России.
Олимпиада в Сочи 2014 года ознаменовалась возвращением российских фигуристов на первые места пьедестала почета. Пары Татьяна Волосожар — Максим Траньков и Ксения Столбова — Фёдор Климов под руководством Нины Михайловны Мозер заняли 1-е и 2-е места, вернув тем самым «традицию» победы российских-советских фигуристов-парников на олимпийских играх.